# ویلا دو کنده
ویلا دو کنده یکی از شهرهای کشور پرتغال است.

## ورزش
شهر ویلا دوکنده داری یک تیم فوتبال به نام ریو آوه است؛ که مهدی طارمی بازیکن ایرانی این باشگاه بود و در اولین فصل حضورش در این تیم (فصل ۲۰۲۰-۲۰۱۹) آقای گل لیگ پرتغال شد و با ریواوه به پلی آف لیگ اروپا صعود کردند.